# Gnathonemus petersi
O Peixe-nariz-de-elefante (Gnathonemus petersii)  é um peixe da família Mormyridae. É originário da África, vive em grupos e quando adulto alcança 35 cm. Em cativeiro, geralmente não passam dos 23 cm.
Tem esse nome, porque sua mandíbula inferior tem o formato parecido com a tromba de um elefante.
Costumam pular fora d'água.
Em aquários, devem ser mantidos em uma temperatura entre 23 - 29°C com pH entre 6.6 e 7.5.